# Peter Polgár
Peter Polgár (Cseklész, 1976. június 20. –) szlovák labdarúgó. Jelenleg a szlovák harmadosztályú FK Rača játékosa.

## Pályafutása
Pályafutását az egyik legpatinásabb szlovák csapat az SK Slovan Bratislava utánpótláscsapataiban kezdte. 1994-től másodosztályú együttesekben szerepelt, míg 2001-ben visszahívták a Slovanhoz. Pénzügyi okok miatt csapatát visszasorolták a másodosztályba, 2007-ben viszont már újra az első osztályban szereztek bronzérmet, soraikban Peterrel, aki ekkor már csapatkapitány volt.
A Zetéhez 2007 nyarán érkezett, 3 éves szerződést írt alá. Első magyarországi szezonjában 20 bajnoki mérkőzésen szerepelt az NB I-ben (kétszer csereként), összesen 1621 percet töltött a játéktéren és öt sárga lapot kapott. Az NB III-ban is szóhoz jutott hat mérkőzésen (540 játékperc, egy sárga lap), a Magyar Kupában kétszer, míg a Ligakupában kilencszer lépett pályára.
2008 nyarán elengedte őt a ZTE. Jelenleg a szlovák SK SFM Senec csapatában játszik.